# Анасофија Роб
Анасофија Роб (енгл. AnnaSophia Robb; Денвер, 8. децембар 1993) америчка је глумица, манекенка и певачица. Позната је по улози Лесли Берк у филму Мост за Терабитију (2007) и Кари Бредшо у серији Карини дневници (2013—2014).

## Биографија
Рођена је 8. децембра 1993. у Денверу. Преци су јој пореклом Данци, Енглези, Ирци, Шкоти и Швеђани. Одрасла је у побожној хришћанској породици.